# Cimetière de Sidi Yahia
Le cimetière de Sidi Yahia est un cimetière situé à Sidi Yahia.

## Historique
Le cimetière est érigé à l'emplacement du tombeau du saint Sidi Yahya. Un bidonville érigé pendant les années 1980, est évacué en 2010 et les familles, relogées.
Courant 2019, le cimetière devient tellement saturé que les places deviennent indisponibles, sauf à obtenir un passe-droit à l'aide de connaissances dans l'administration.